# An Hòa, Quỳnh Lưu
An Hòa là một xã thuộc huyện Quỳnh Lưu, tỉnh Nghệ An, Việt Nam.

## Địa lý
Xã An Hòa nằm ở phía đông nam huyện Quỳnh Lưu, cách thị trấn Cầu Giát khoảng 7 km, cách thành phố Vinh và thị xã Cửa Lò khoảng 65 km, có vị trí địa lý:
- Phía đông giáp xã Quỳnh Nghĩa và xã Tiến Thủy
- Phía tây giáp xã Quỳnh Ngọc
- Phía bắc giáp xã Quỳnh Yên
- Phía nam giáp xã Quỳnh Thuận và xã Sơn Hải.

Theo thống kê năm 2013, xã An Hòa có diện tích 7,31 km², dân số là 10.250 người, mật độ dân số đạt 1.402 người/km².
Từ xa xưa trên địa bàn xã này có tuyến kênh Nhà Lê nối từ  kinh đô Hoa Lư đến Đèo Ngang đi qua, là tuyến đường thủy đầu tiên trong lịch sử Việt Nam và được coi là tuyến đường Hồ Chí Minh trên sông vì những đóng góp cho các cuộc chiến tranh của người Việt (hiện là một đoạn của sông Hàu theo tên gọi địa phương).

## Hành chính
Xã An Hòa được chia thành 14 xóm. Trong đó có 7 xóm sản xuất nông nghiệp; 7 xóm sản xuất muối, khai thác và nuôi trồng thủy sản.

### Giai đoạn Chiến tranh Việt Nam (1965-1975)
Tính trên toàn bộ tuyến Đường Hồ Chí Minh huyền thoại, lực lượng thanh niên xung phong với quân số bằng 10 sư đoàn đã xây dựng, bảo dưỡng và đảm bảo hoạt động của 67.700 km đường. Nếu chia ra đầu người, mỗi thanh niên xung phong đã đảm bảo duy trì sự thông suốt của gần nửa cây số đường vượt rừng, vượt đèo, vượt sông, suối bất chấp bom đạn Mỹ đánh phá ác liệt suốt ngày đêm. Xã An Hoà phát động Thanh Niên Xung Phong lên đường chống Mỹ. Để tưởng nhớ tinh thần xung phong chiến đấu vì đất nước, thôn 7 được đổi tên là Nam Tiến. Sau chiến thắng lịch sử năm 1975 những người con quê hương năm xưa lên đường chiến đấu bảo vệ quê hương trở về thì xã An Hoà được gọi lại là Xã Thắng Lợi. Sau chiến tranh hoà bình, năm 1990-2000(???_chưa rõ cụ thể năm) đổi tên lại An Hoà - An trong bình an, an cư lạc nghiệp trong hoà bình.